# 霍菲爾茲 (北卡羅萊納州)
霍菲爾茲（英語：Hawfields）是位於美國北卡羅萊納州阿拉曼斯縣的非建制地區。

## 歷史
霍菲爾茲的郵局於1883年設立，其後於1891年停運。

## 地理
霍菲爾茲所處的海拔為高於海平面199米（即653英呎），而該地所採用的時區為UTC-5，即北美东部时区（EST）。同時該地設有夏令時間，為UTC-5調快一小時，即UTC-4（EDT）。